# 中微子通信
中微子通信是一种用中微子作为信息载体的通信方式。

## 方法
用高能质子加速器来加速质子，以获得几千亿电子伏特的高能的电子束。然后用它来轰击靶子，从而产生不稳定的粒子。这些粒子通过不断的变化，最后形成中微子和其他粒子，然后让它们通过厚钢板，把带电的粒子筛掉，就得到了不带电的中微子束。用中微子束扫描物体后，这些中微子穿越水的时候会发出蓝色的光，用光电増倍器接受，就能获得信息。1982年12月底中微子通信技术首次试验成功。

## 优点
中微子的穿透力很强，速度接近于光速；沿直线传播，不会发生反射、折射和散射，保密性能好；它可以直接从地球的南极穿到北极，整个过程几乎不损失任何能量；正是因为如此，用它做通信工具，有很大的优势。

## 困难
将中微子通信投入实践，有许多有待解决的问题。例如，如何用简便方法获得束流强度足够高且能量大的中微子束，以及如何对它进行有效的控测和放火等。在现代的一些实验中，中微子通信只能传出十几公里。

## 例子
2012年11月，美国科学家通过粒子加速器将一个相干中微子信息传过了780英尺厚的岩石，首次实现利用中微子进行的通信。未来的研究可能实现在不受中途可能遇到的像地核那样高密度物质影响前提下，利用中微子远距离传输二进制信息。